# بولي هيغينز
بولي هيغينز (بالإنجليزية: Polly Higgins)‏ هي محامية في القضاء العالي وعالمة بيئة بريطانية، ولدت في 1968 في غلاسكو في المملكة المتحدة، وتوفيت في 21 أبريل 2019 في Stroud ‏ في المملكة المتحدة بسبب سرطان.

## السيرة الذاتية
نشأت هيغينز في بلنفيلد عند سفوح تلال كامبسي في اسكتلندا، كان والدها خبير في الأرصاد الجوية خلال الحرب العالمية الثانية وأمها فنانة، تأثرت بإلتزام أسرتها بالمناخ والقضايا الخضراء منذ سنواتها الأولى، ألتحقت بمدرسة غلاسكو اليسوعية بكلية سانت الويسيوس عام 1986، وأكملت شهادتها الأولى من جامعة أبردين عام 1990، وحصلت أيضًا على دبلوم من الدرجة الأولى من جامعة أترخت، وأكملت دراساتها العليا في جامعة غلاسكو عام 1991.
خلال سنوات دراستها الجامعية، تعاونت مع الناشط البيئى النمساوي فريدنسرايش هوندرتفاسر، حيث تأثرت من خلاله بحركة البيئة الأوروبية. في عام 2013 حصلت على دكتوراه فخرية من كلية إدارة الأعمال في لوزان، سويسرا.
تدربت في جامعة سيتي لندن وكلية إنز أوف كورت للقانون، وفي عام 1998 عملت كمحامية في نقابة المحامين بلندن، وتخصصت في قانون الشركات والتوظيف.

## وصلات خارجية
- الموقع الرسمي